# Greppelblaadje
Greppelblaadje (Cladonia caespiticia) is een korstmossoort uit de familie Cladoniaceae. Hij leeft in symbiose met een trebouxioide alg.

## Determinatie
Greppelblaadje heeft de volgende kenmerkende kleurreacties: K-, C-, KC-, P+ (snel rood), UV-.

## Ecologie
Greppelbaadje groeit meestal terrestrisch, maar kan ook op boomvoeten of op dood hout voorkomen.

### Syntaxonomie
In de syntaxonomie staat greppelblaadje te boek als kensoort voor de greppelblaadje-associatie.

## Verspreiding
In Nederland is greppelblaadje vrij algemeen.

## Taxonomie
Het heette oorspronkelijk Baeomyces caespiticius door de Duitse mycoloog Christiaan Hendrik Persoon in 1794. Heinrich Gustav Flörke bracht het in 1827 over naar het geslacht Cladonia. 